# Kožuchovce
Kožuchovce es un municipio del distrito de Stropkov en la región de Prešov, Eslovaquia, con una población estimada a final del año 2024 de 46 habitantes.
Se encuentra ubicado al noreste de la región, cerca del río Ondava (cuenca hidrográfica del río Tisza) y de la frontera con  Polonia.

## Demografía
| Año        | 1994 | 2004    | 2014    | 2024     |
| ---------- | ---- | ------- | ------- | -------- |
| Población  | 72   | 73      | 67      | 46       |
| Diferencia |      | +1,38 % | −8,21 % | −31,34 % |

| Año        | 2023 | 2024    |
| ---------- | ---- | ------- |
| Población  | 47   | 46      |
| Diferencia |      | −2,12 % |